# コスタ・ヴァンジェリ
コスタ・ヴァンジェリ（Kosta Vangjeli 、2000年7月21日 - ）は、ギリシャ・テッサロニキ出身のプロサッカー選手。アルバニアのスカンデルベウ所属。ポジションは、ディフェンダー（ライトバック）。